# Peder Ragvaldsson (Fargalt)
Peder Ragvaldsson (Fargalt), nämns tidigast 1463, omtalas senast 2 december 1499, var riksråd och lagman i Södermanlands lagsaga.
Han var slottsfogde vid slottet Tre Kronor i Stockholm 1475-1480. Han var riksråd i Sten Sture den äldres råd från senast 1494, och lagman i Södermanlands lagsaga från 1495. Bodde sedan 1480 på hustruns gård Erstavik, ägde även Sörby i Örtomta socken. Peder Ragvaldsson var med i utfärdandet 1494 av det brev där man riksföreståndarens vilja uttryckte önskemål om att fullgöra Kalmar recess av 1483, men blev ej ihågkommen vid kröningen av kung Hans 1499.